# تالاب میقان
تالاب میقان یک تالاب است که در استان مرکزی، ایران قرار دارد. در سال‌های با بارندگی مناسب، تالاب دارای آب قابل توجه است و در سال‌های کم‌آبی عموماً سطح تالاب خشک شده و به حالت کویری در می‌آید. ارتفاع تالاب از سطح دریاهای آزاد ۱۷۰۰ متر است و سطح آب در آن نسبت به فصل سال از مانداب (عمق بسیار کم) تا حدود ۱٫۴۰ تغییر می‌کند. منابع تأمین آب تالاب را بارش‌های جوی، آب سه رودخانه قره کهریز، فراهان و شهراب و پساب تصفیه فاضلاب اراک تشکیل می‌دهند. وسعت تالاب حدود ۲۵٬۰۰۰ هکتار است که شامل دریاچه با سه جزیره در وسط، قسمت کویری و دشت‌های اطراف می‌شود. از نظر دیرینه‌شناسی قدمت آن به دوره پالئوسن بازمی‌گردد که در آن دوره به دلیل حرکت صفحه‌های تکتونیکی اطراف شکل گرفته‌است.
این تالاب دارای ویژگی‌های بوم‌شناسی خاصی است، از جمله اینکه سالانه تعداد زیادی از پرندگان مهاجر را در خود جای می‌دهد که در میان آن‌ها بعضی از گونه‌های نادر و حمایت شده دیده می‌شوند. به علت جمعیت بالای درنا در تالاب نسبت به زیستگاه‌های دیگر کشور، این تالاب اهمیت بیشتری پیدا کرده‌است. همچنین پوشش گیاهی منطقه بیشتر از نوع گیاهان شورپسند یا هالوفیت بوده که از این نظر نیز تالاب یکی از ذخیره‌گاه‌های مهم گیاهان شور کشور به‌شمار می‌رود. علاوه بر پرندگان، گونه‌های پستانداران، آرتمیا و انواع جلبک آب شور از دیگر جانداران تالاب و محیط اطراف آن هستند.

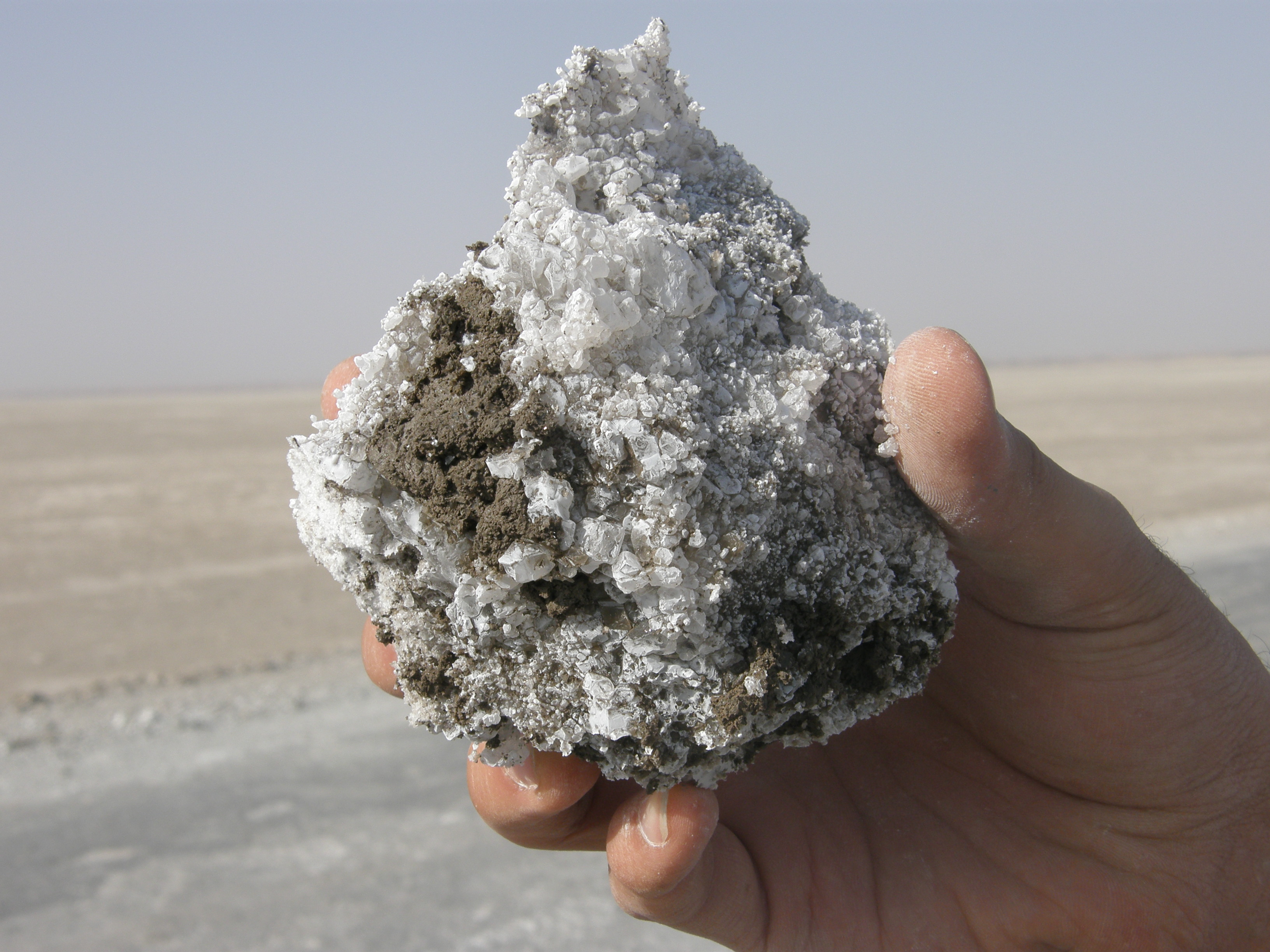
ماده معدنی که از آن سولفات سدیم استخراج می‌شود

به علت شوری آب، لایه‌های نمکی در منطقه دیده می‌شود، علاوه بر این گنبدهای نمکی نیز در سطح زیرین منطقه وجود دارند که تحت تأثیر گسل‌های منطقه باعث لرزه خیزی خفیف در منطقه می‌شوند. این تالاب دارای بزرگترین منبع سولفات سدیم در کشور است که شرکت املاح معدنی ایران حق برداشت از معادن این تالاب را اخذ کرده‌است. تالاب از نظر گردشگری، یکی از مراکز مهم طبیعت گردی و پرنده نگری کشور محسوب می‌شود. روز ۱۵ آبان به دلیل تجمع درناها در تالاب میقان، «روز درنا» نامگذاری شده‌است.

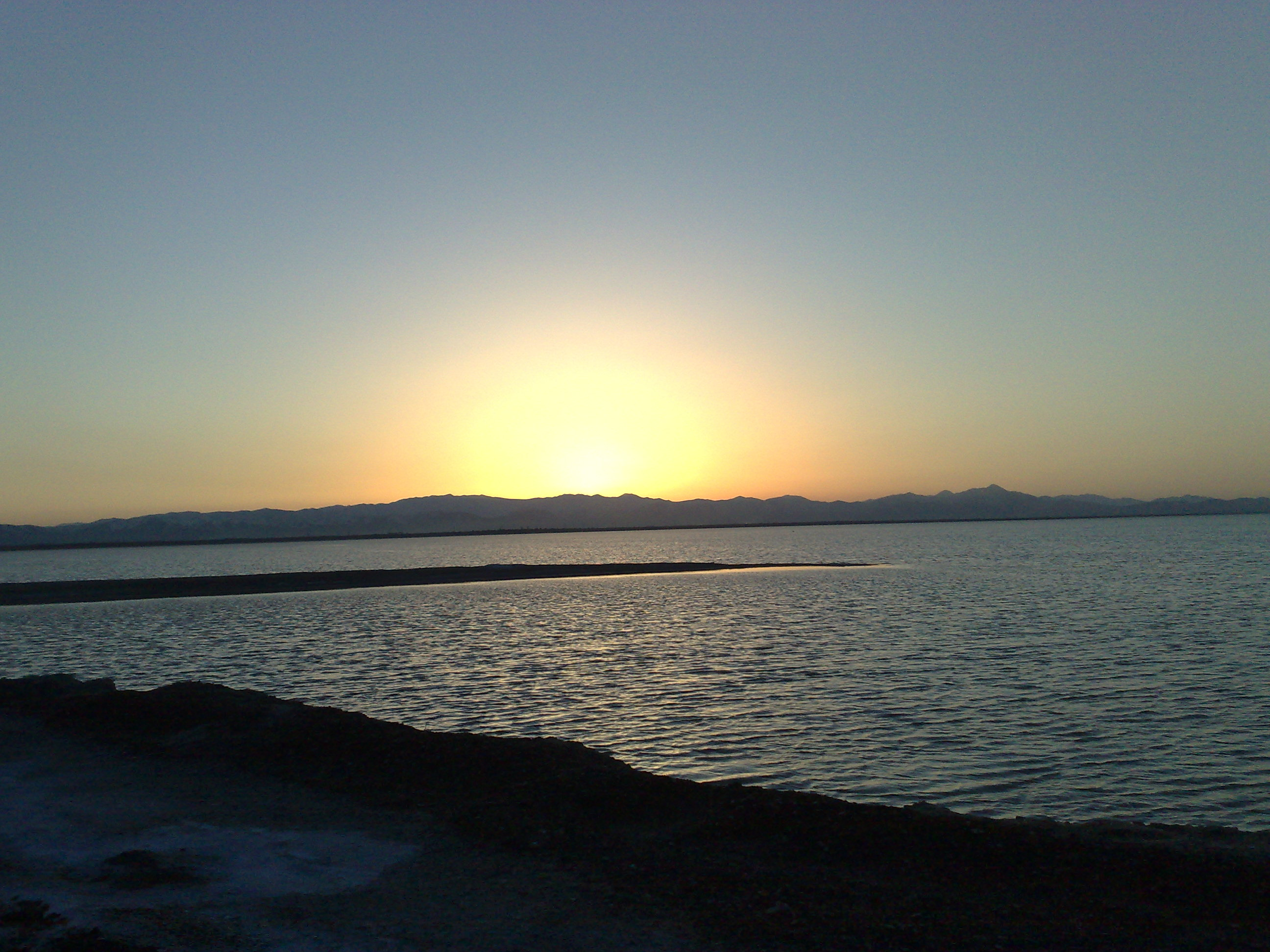
نمایی از غروب آفتاب در تالاب

## مسائل و مشکلات تالاب

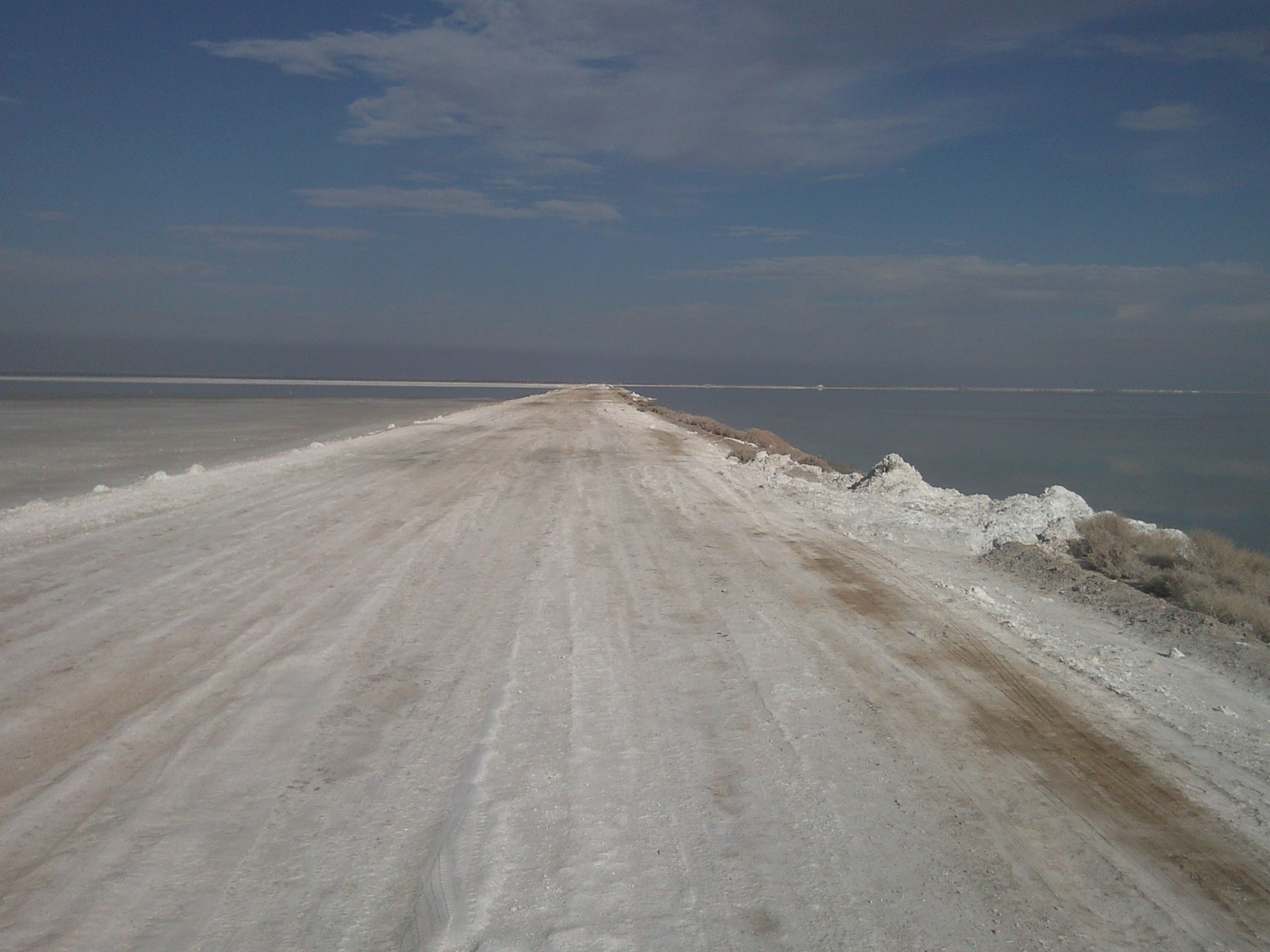
جاده ایجاد شده در وسط تالاب

## ریشه نام
میقان در لغت به معنای خوش باور، یا آنچه که هر که بشنود باور کند، معنی شده‌است.
تالاب در گذشته به نام «نمکزار فراهان» مشهور بوده‌است. در متون قدیمی نام تالاب را «چغاناوور» نیز ذکر کرده‌اند  علت این نام‌گذاری، جابه‌جایی ذرات نمک و خاک رس توسط باد در فصل گرم بوده‌است.
از این تالاب با نام «کویر میقان» نیز یاد می‌شود که علت نامگذاری آن، تبخیر زیاد آب در تالاب است. اما نهادن نام کویر به معنای بیابان نیست، زیرا در فرهنگ ایران واژه کویر به جای پلایا بکار برده می‌شود.

## تاریخچه

### دیرینه‌شناسی
تالاب میقان از جمله آخرین حلقه‌های بوم‌شناسی حوضه آبریز دشت اراک است و تمامی آب‌های سطحی منطقه و آب‌های حاصل از بارش‌های جوی به آن وارد می‌شود.
تاریخ شکل‌گیری منطقه به دوران پالئوسن بازمی‌گردد. در این دوره در اثر نیروهای تکتونیکی و فشار صفحه عربستان، منطقه دچار فروافتادگی شده و ارتفاعات اراک و آشتیان به موازات آن بالا آمده‌است. زمین شناسان معتقدند افتادگی بزرگی زون ایران مرکزی و زون سنندج - سیرجان در راستای شمال غرب به جنوب شرق که در امتداد گسل سراسری زاگرس قرار دارد، موجب تشکیل این تالاب گردیده‌است. کارشناسان برای این تالاب پیشینه‌ای دوهزار ساله را تخمین زده‌اند.
از نظر زمین ساختی، حوضه میقان از دو واحد بزرگ کوهستانی در حاشیه و دشت رسوبی در بخش میانی تشکیل شده‌است. حوضه میقان به صورت سیستم گرابنی است که در امتداد دو گسل، فرو افتاده‌است. علت بسته شدن و استقلال حوضه، چین‌خوردن و بالا آمدن ته‌نشست‌های زمان پالئوسن حاشیه شرق حوضه و هم‌زمان فرو افتادن دشت میانی در اثر رخداد تکتونیکی پاسادنین در عهد پلیستوسن است. ته‌نشست‌های این دوره شامل آبرفت‌های قدیمی، آبرفت‌های جوان، کفه‌های رسی و نمکی است که سطح نسبتاً پهناوری از حوضه را فرا گرفته‌است.

### وصف تالاب در منابع قدیمی
در گذشته در وسط تالاب، جزیره کوچکی با خرابه‌های قلعه‌ای قدیمی وجود داشت. دربارهٔ تالاب افسانه‌هایی نقل شده‌است. گذشته‌گان قلعه مذکور را به نمرود و فرعون و اردشیر نسبت می‌دادند. یاقوت حموی دربارهٔ تالاب می‌گوید «ابن کلبی بر این گمان است که بلیاس حکیم این دریاچه را طلسم کرد که نمک آن در اختیار عموم باشد و اگر جلوگیری شود آبش کم‌کم بخشکد.» بعضی افراد سالخورده نقل کرده‌اند که در سال ۱۲۸۸ قمری آب دریاچه به واسطه خشکسالی فروکش کرد و راهی آجری تا جزیره وسط پدیدار شد که اهالی از آنجا رفت و آمد می‌کردند.
حمدالله مستوفی در کتاب نزهةالقلوب خود در وصف منطقه فراهان، تالاب را این‌گونه توصیف کرده‌است: «و در آن ولایت بحیره‌ای است که آن را مغول «چغان ناوور» خوانند و در آن حوالی شکارگاه خوبست.» همچنین قزوینی در کتاب آثارالبلاد و اخبارالعباد دربارهٔ تالاب آورده: «در آنجا، نمکزاری است عجیب و آن، دریاچه‌ای است چهار فرسنگ در چهار فرسنگ. چون فصل پاییز شود آبهای آن ولایت را بدان دریاچه بندند و چون فصل بهار و تابستان شود و مردم را احتیاج به آب افتد، آب را بسته، برای زراعات برند.»

## موقعیت تالاب

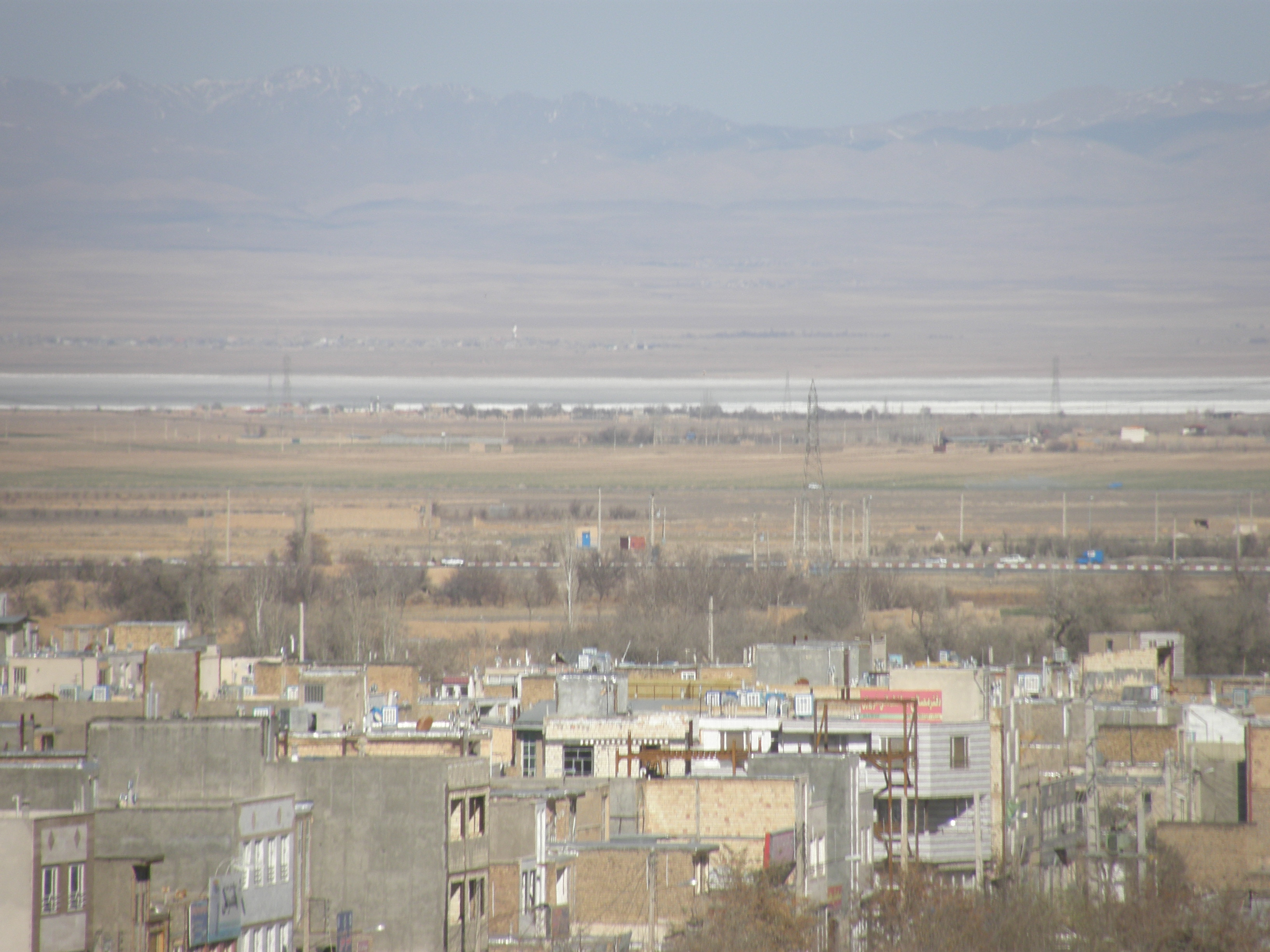
دید تالاب از شهر اراک

تالاب میقان با وسعت ۲۵ هزار هکتار در ۱۵ کیلومتری شمال شرق شهر اراک و در جنوب شهر داوودآباد و مجاورت روستاهای راهزان و ده نمک و میقان واقع شده‌است. مساحت آبگیر تالاب بسته به میزان آب ورودی جذب شده بین ۱۰ هزار تا ۱۲ هزار هکتار تغییر می‌کند. ارتفاع متوسط آن از سطح دریای آزاد ۱۷۰۰ متر و میزان بارندگی سالیانه آن ۲۵۸ میلی‌متر است. سطح آب تالاب (در فصلهای مختلف سال) بین مانداب تا ۱۴۰ سانتی‌متر است.
تالاب میقان شامل یک دریاچه فصلی، کویر و دشت‌های آبرفتی است. نزدیکترین کوه به تالاب در ۱۰ کیلومتری جنوب شرقی آن واقع شده که «کوه تخت زرد» نام دارد و ارتفاع آن ۲۲۶۹ متر است. در وسط تالاب سه جزیره وجود دارد که بزرگترین آن‌ها ۵۰۰ متر است. این تالاب در پست‌ترین نقطه دشت فراهان و منطقه اراک واقع شده‌است

## ویژگی اقلیمی

تالاب میقان در زمستان

### گیاگان

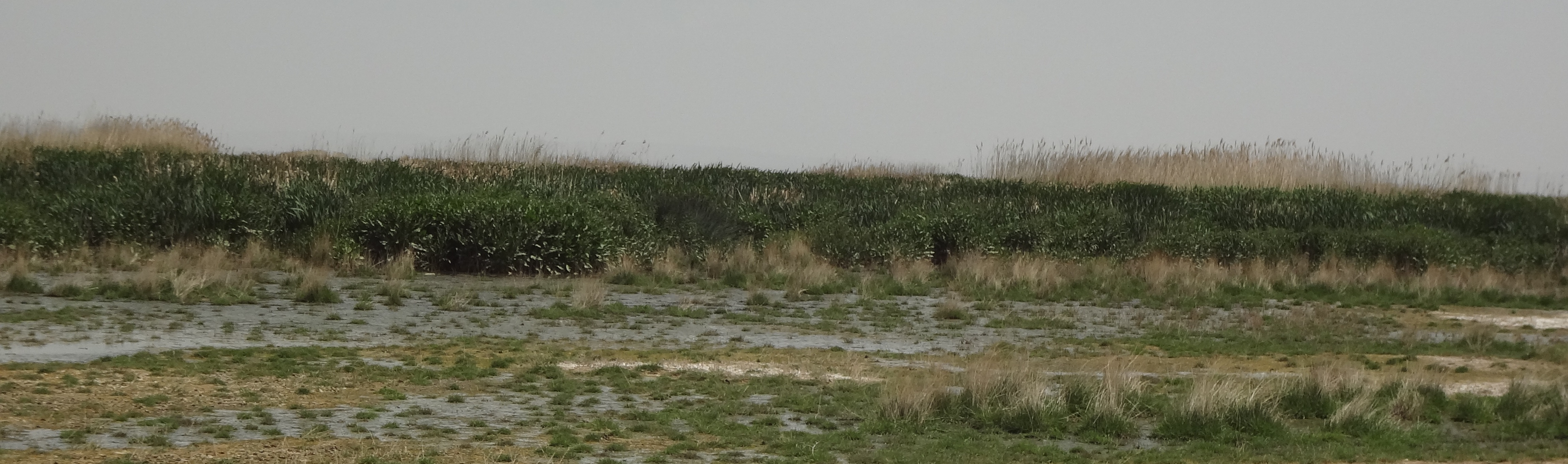
پوشش گیاهی به وجود آمده در اثر ورود پساب فاضلاب

### زیاگان

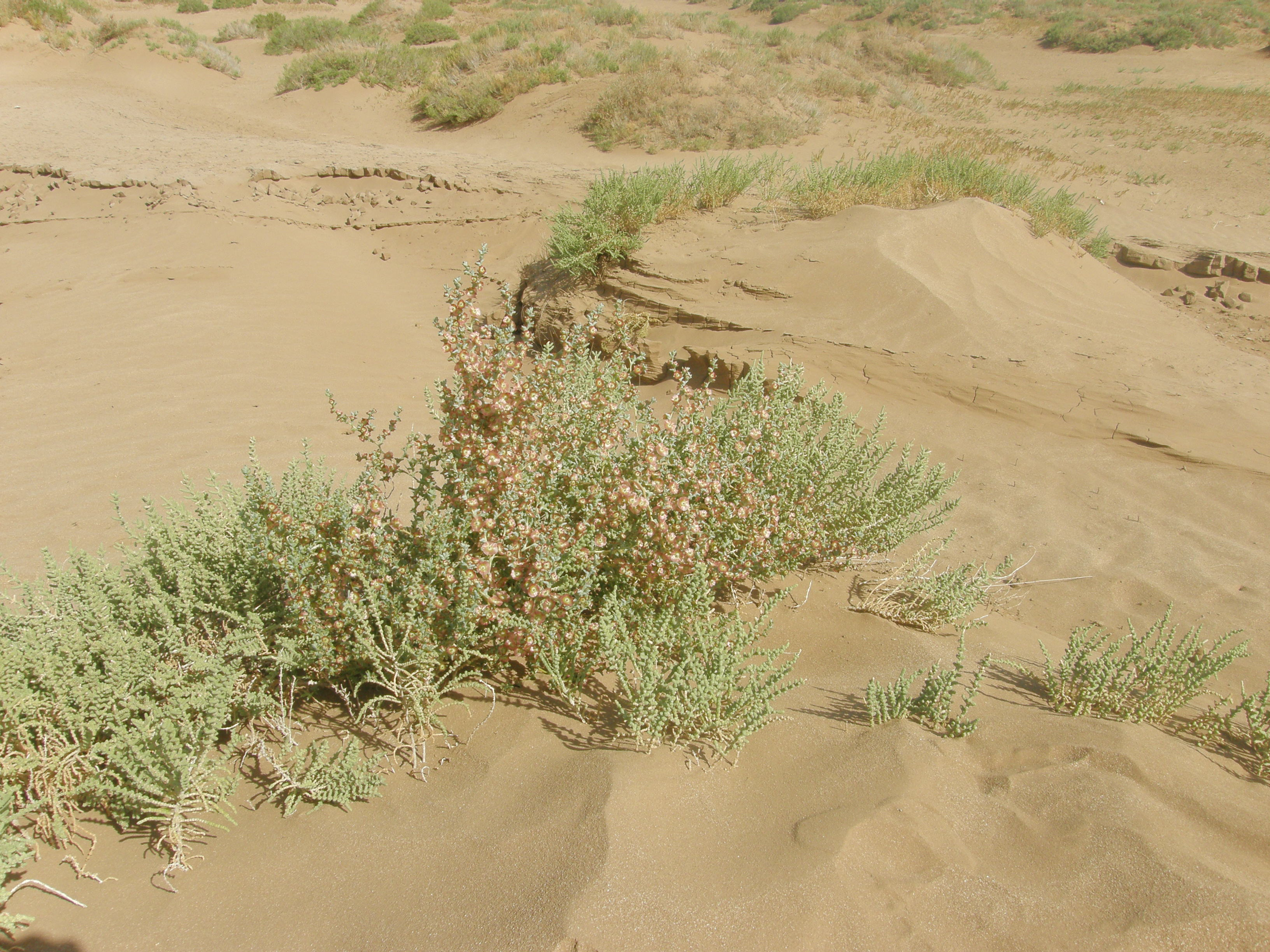
بوته جوان قره داغ در تپه‌های ماسه‌ای

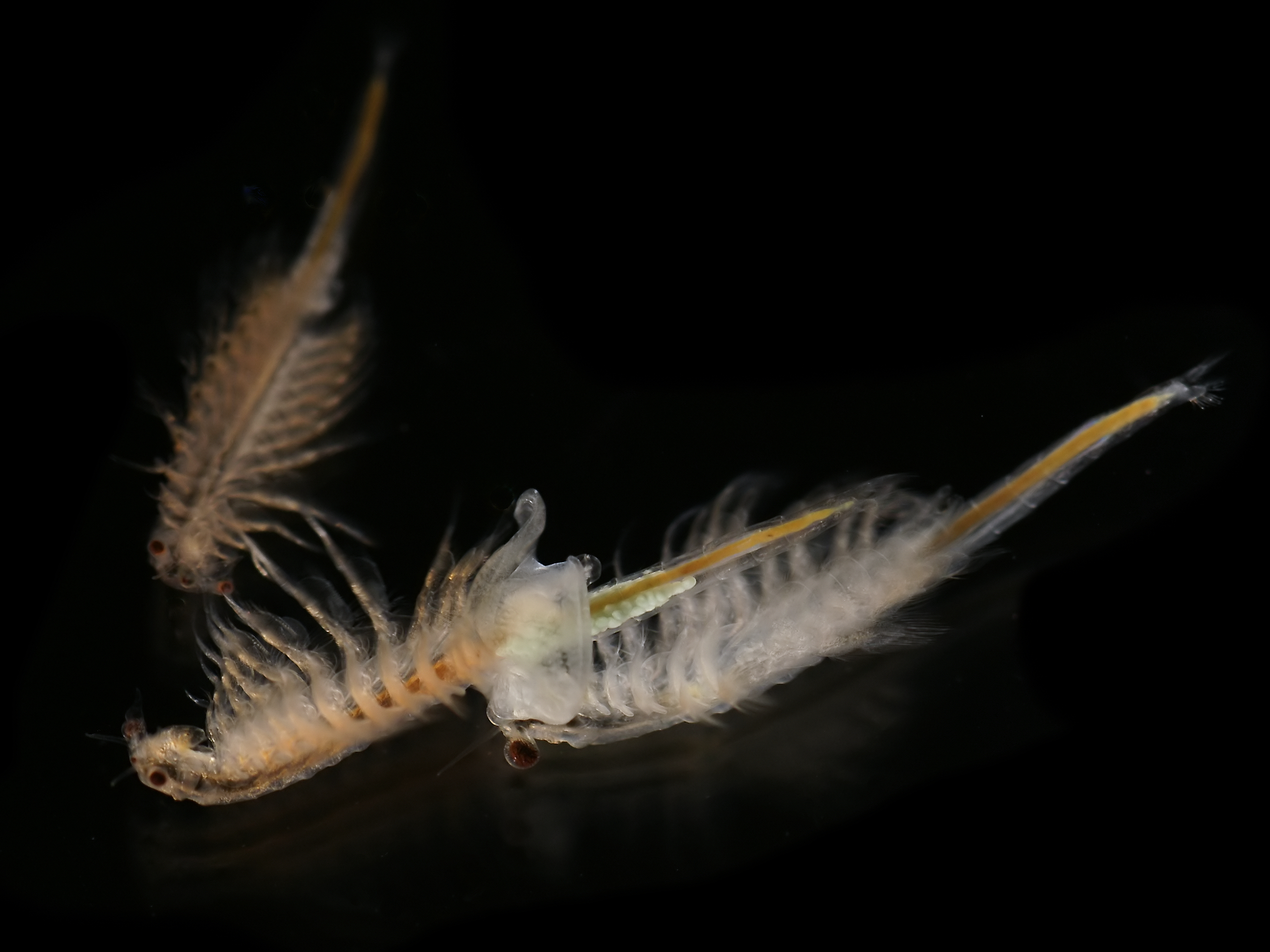
آرتمیا، یکی از منابع غذایی پرندگان

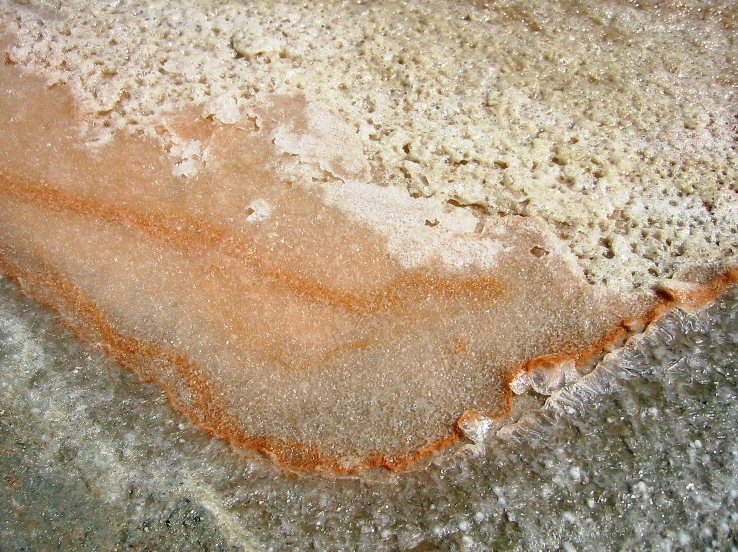
جلبک دونالیلا که موجب تغییر رنگ آب شده‌است

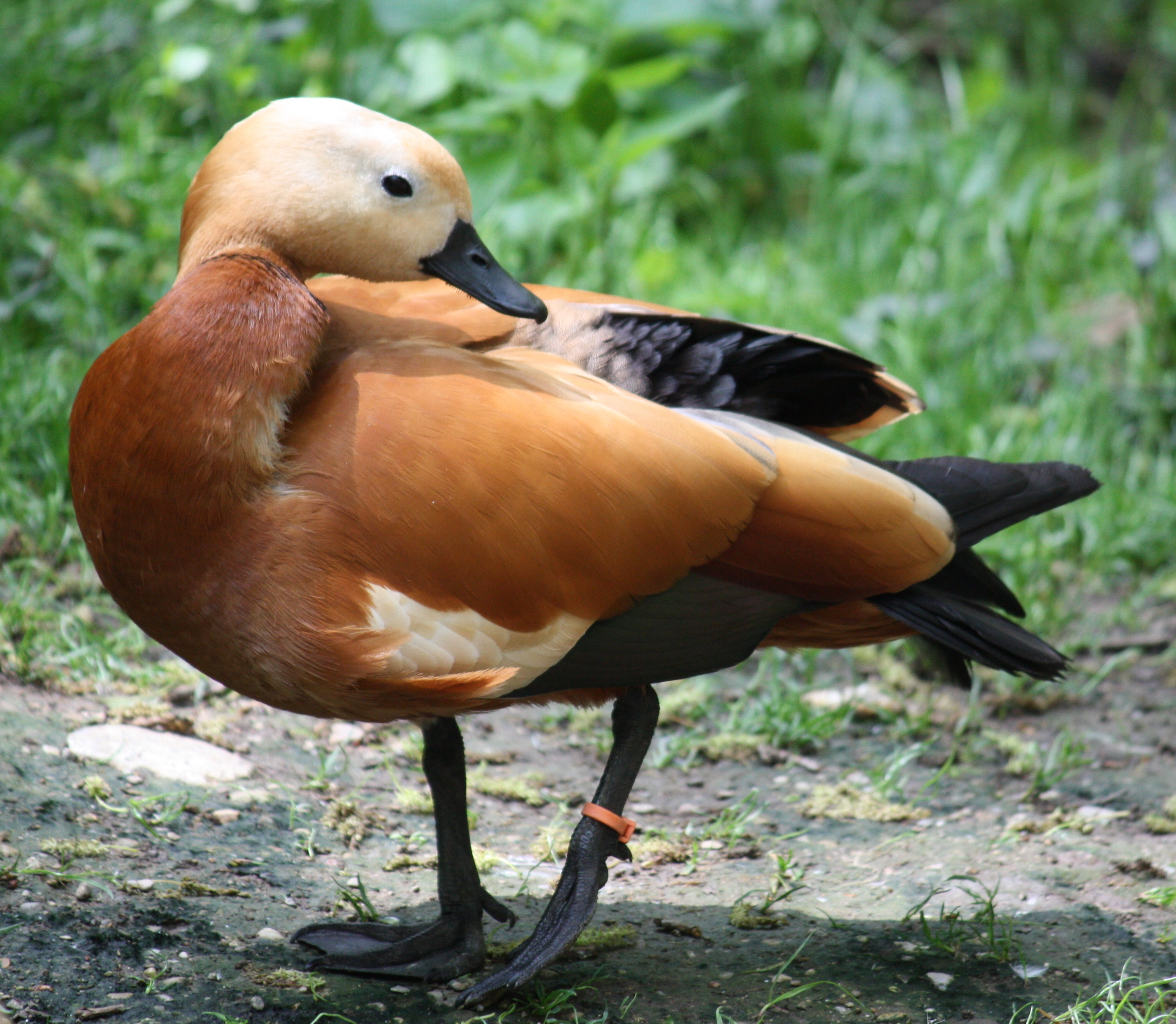
آنقوت، گونه‌ای از خانواده اردکیان
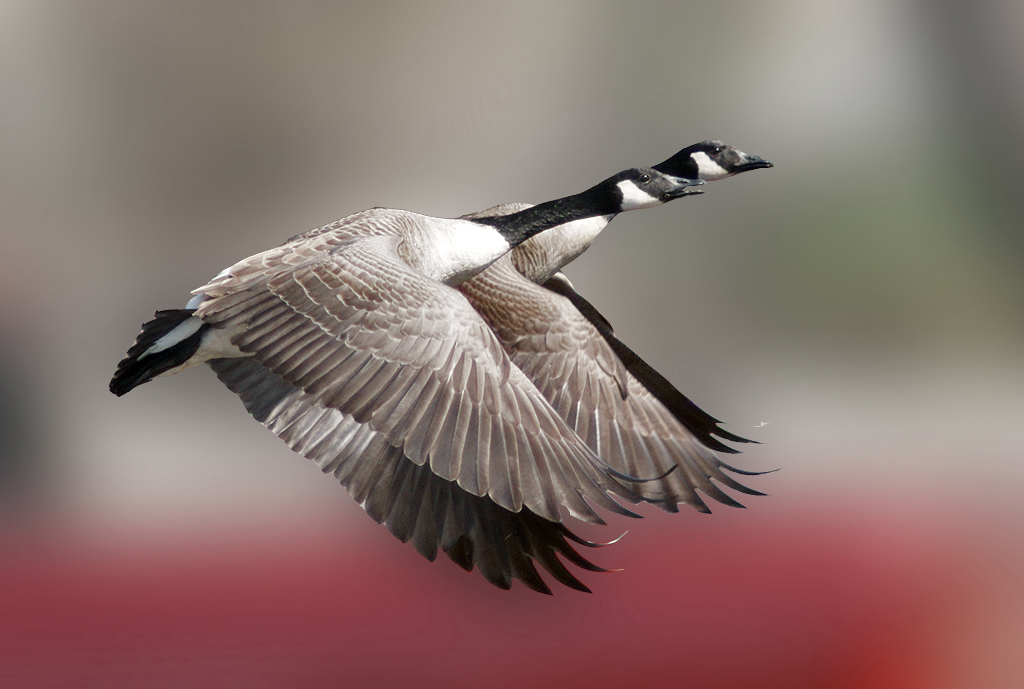
غاز وحشی
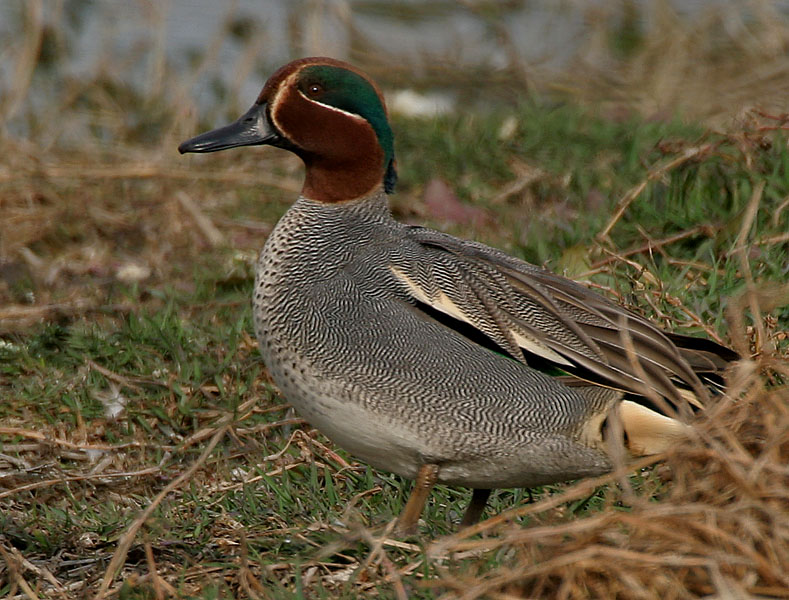
خوتکا
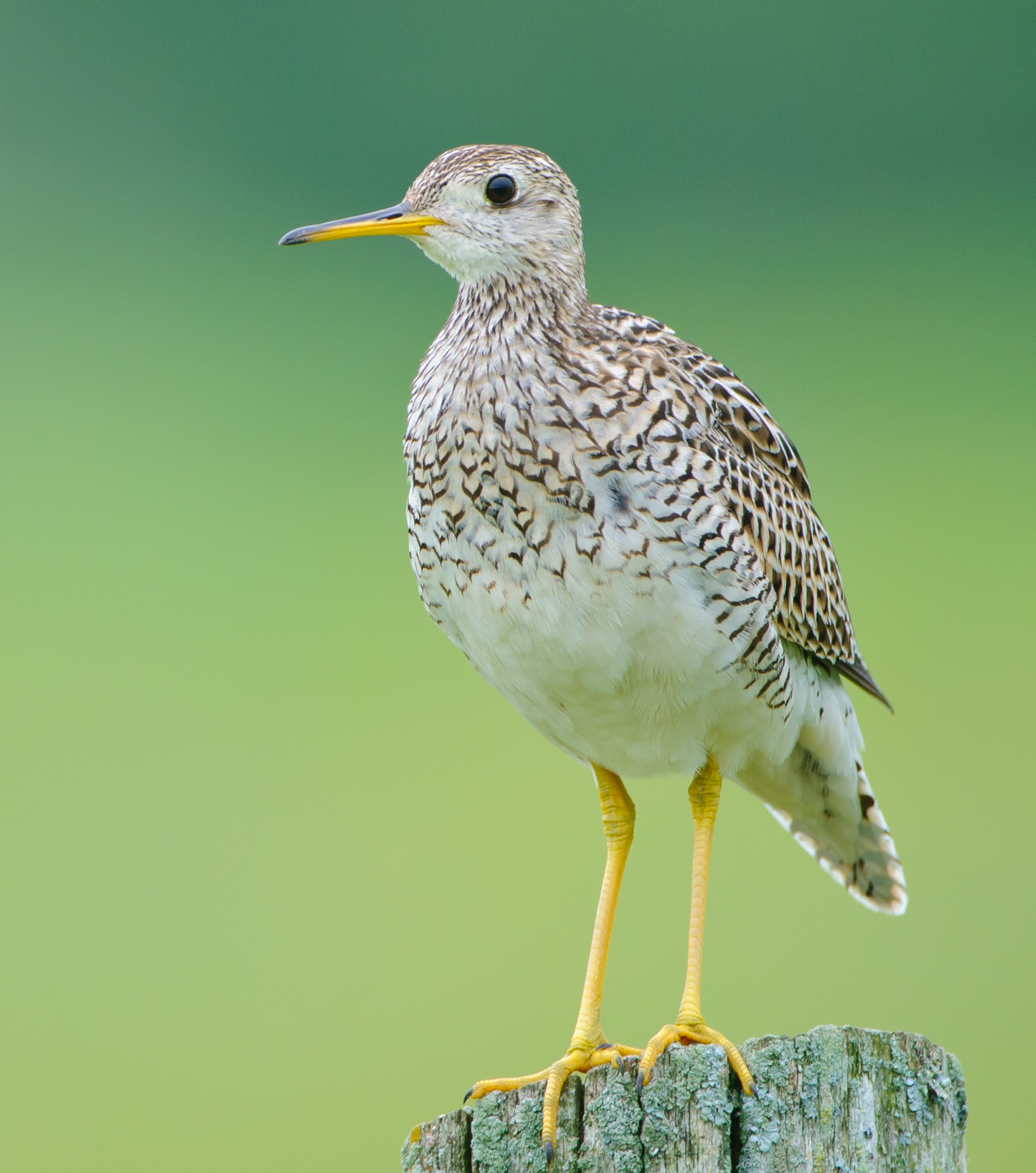
آبچیلک
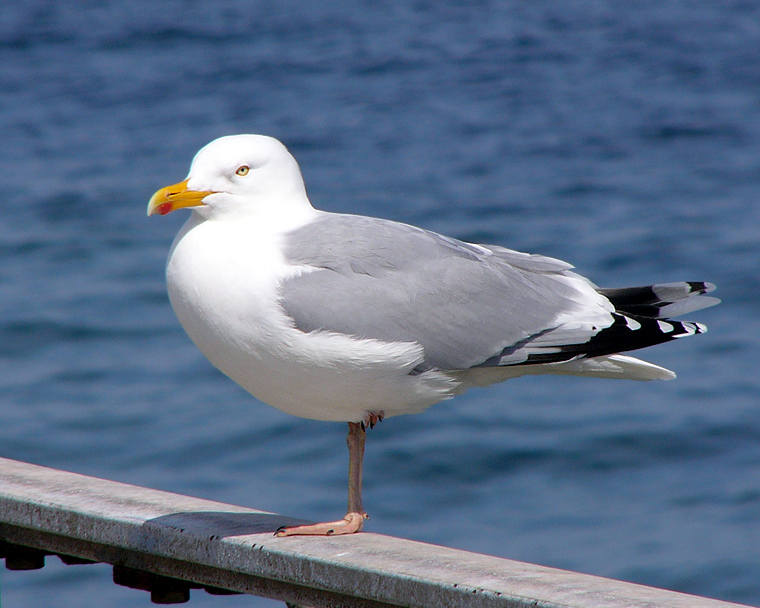
کاکایی

## زمین‌شناسی

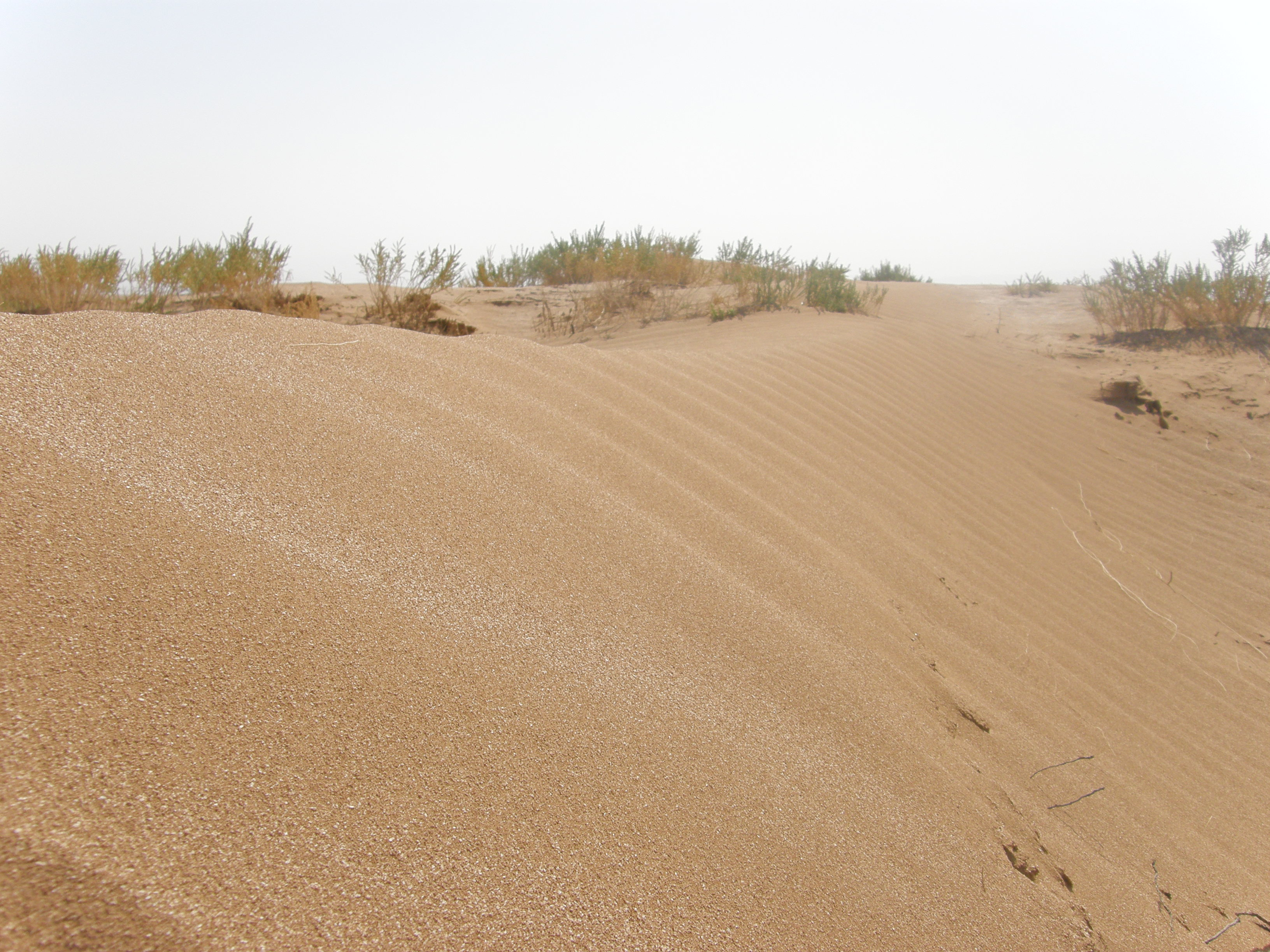
تپه‌های شنی شمال تالاب